# Cratere Bress
Bress  è un cratere sulla superficie di Europa.